# Kochanek czy kochanka
Kochanek czy kochanka (fr. Gazon maudit) – francuska komedia z 1995 roku w reżyserii Josiane Balasko.

## Główne role
- Victoria Abril - Loli
- Josiane Balasko - Marijo
- Alain Chabat - Laurent Lafaye
- Ticky Holgado - Antoine
- Catherine Hiegel - Dany
- Catherine Samie - Prostytutka
- Catherine Lachens - Sopha, szefowa
- Katrine Boorman - Emily Crumble
- Telsche Boorman - Dorothy Crumble
- Véronique Barrault - Vero
- Sylvie Audcoeur - Ingrid
- Michèle Bernier - Solange
- Maureen Diot - Cristelle

## Fabuła
Loli i Laurent są przeciętnym małżeństwem. Ona dba o dom w Avignion i wychowuje dwoje dzieci, on pracuje jako agent nieruchomości i robi skoki w bok. To nie burzy ich małżeństwa, bo Lola o niczym nie wie, ale czuje, że mąż się od niej oddala. Pewnego dnia obok ich domu psuje się ciężarówka prowadzona przez 40-letnią hydrauliczkę Marijo. Ona zakochuje się w Loli, która ulega jej urokowi, kiedy męża nie ma w domu.

## Nagrody i nominacje
Złote Globy 1995
- Najlepszy film zagraniczny (nominacja)

Cezary 1996
- Najlepszy scenariusz oryginalny lub adaptowany - Josiane Balasko, Telsche Boorman
- Najlepszy film - Josiane Balasko (nominacja)
- Najlepsza reżyseria - Josiane Balasko (nominacja)
- Najlepszy aktor - Alain Chabat (nominacja)
- Najlepszy aktor drugoplanowy - Ticky Holgado (nominacja)